# Tauredophidium
Tauredophidium is een monotypisch geslacht van straalvinnige vissen uit de familie van naaldvissen (Ophidiidae).

## Soort
- Tauredophidium hextii Alcock, 1890